# 意大利力量黨
意大利力量黨（義大利語：Forza Italia，簡稱FI）是意大利的一個已不存在的右翼自由保守主義政黨。2009年，併入自由人民黨。

## 歷史
黨魁是西爾維奧·貝盧斯科尼。於1993年12月成立，1994年1月18日正式成立，成員大部分來自前意大利天主教民主黨和意大利社會黨的右翼派系。
1994年3月27日，貝盧斯科尼領導中右翼聯盟贏得首次大選，但其僅組成聯合政府九個月便因北方聯盟的退出而下台。
1996年的議會選舉，力量黨以些微票數選舉落敗，成為最大反對黨。雖然作為反對黨，但在貝盧斯科尼的閣外支持下，意大利的左派民主黨得以在左翼政黨成員的反對下，派兵參與北約領導的科索沃戰爭。
2001年的議會選舉，力量黨再度勝出，貝盧斯科尼和力量黨與北方聯盟組成右翼聯合政府。在第二屆右翼政府，貝盧斯科尼成為首個成功完成五年任期的聯合政府，任內參與美國領導的反恐戰爭，包括支持伊拉克戰爭。
2006年意大利國會選舉僅以些微票數落敗，其中在意大利參議院僅與中左翼聯盟差兩席。中左翼聯盟聯合政府在一年半後在參議院因不信任動議而下台。
2008年意大利國會選舉，貝盧斯科尼第三次勝出，其後與其他右翼政黨整合，改組為自由人民黨，並由貝盧斯科尼繼續領導力量黨和中右翼聯盟至2011年11月。